# 三木繁光
三木 繁光（みき しげみつ、1935年（昭和10年）4月4日 - ）は、日本の銀行家。三菱UFJ銀行名誉顧問。東京都出身。

## 来歴・人物
2000年（平成12年）には岸暁後を受け頭取に昇格。カミソリ岸と呼ばれた前任者に対し、人当たりはソフトで鷹揚、懐の深い人物として知られる。「三菱グループのドン」と称されるほどグループ内での影響力が強いとされ、UFJグループとの合併の際には根回しを行ったとされる。また郵政民営化反対の論客としても名を馳せた。

## 略歴
- 1954年 - 麻布高校卒業
- 1958年 - 東京大学法学部卒業
- 1958年 - 三菱銀行入行
- 1986年 - 同取締役
- 1989年 - 同常務取締役
- 1994年 - 同専務取締役
- 1996年 - 東京三菱銀行専務取締役
- 1997年 - 同副頭取
- 2000年 - 同頭取
- 2001年 - 三菱東京フィナンシャル・グループ社長兼任
- 2004年 - 東京三菱銀行会長（三菱東京フィナンシャル・グループ取締役）
- 2005年 - （三菱UFJフィナンシャル・グループ取締役）
- 2006年 - 三菱東京UFJ銀行会長[2]
- 2008年 - 同取締役相談役
- 2010年 - 同相談役
- 2010年 - 同特別顧問
- 2018年 - 三菱UFJ銀行特別顧問
- 2018年 - 同名誉顧問[1]

## 役職
- 財団法人日中友好会館理事
- 財団法人日中経済協会副会長
- 財団法人旭硝子奨学会評議員
- 財団法人国際文化フォーラム理事
- 財団法人東洋文庫理事
- 筑波大学産学連携会理事